# Zoo de Paignton
Le parc zoologique de Paignton est un parc zoologique anglais situé sur la côte sud du Devon, à Paignton. Il est la propriété du Groupement de la protection de la vie sauvage Whitley (Whitley Wildlife Conservation Trust). Ouvert en 1923, il s'étend sur dix hectares où résident quelque 2 000 animaux de 250 espèces. 
Le zoo est membre de l'Association mondiale des zoos et aquariums (WAZA).
Entre novembre 2013 et octobre 2014 il a reçu 439 716 visiteurs.

## Installations et espèces présentées

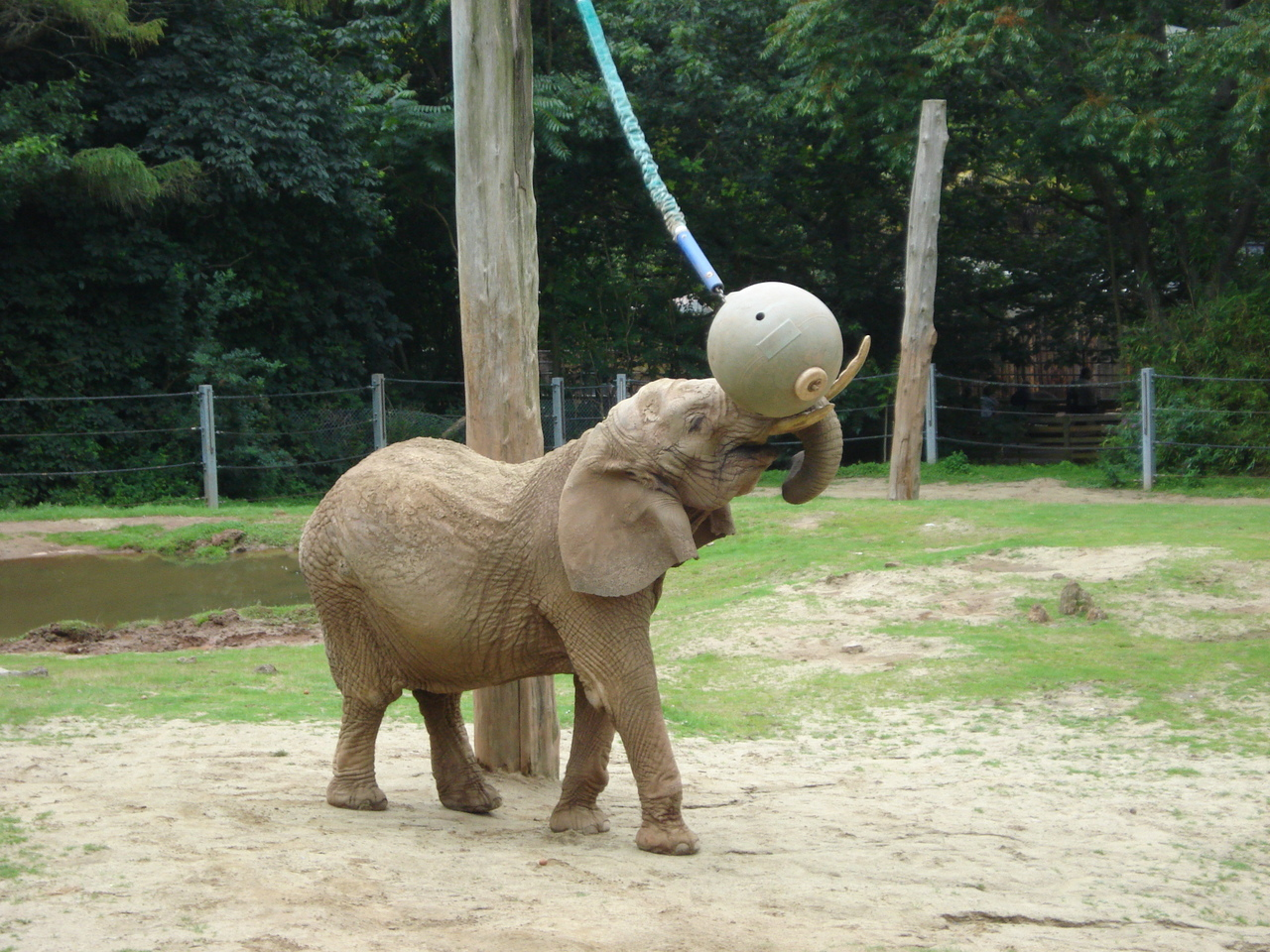
éléphant d'Afrique
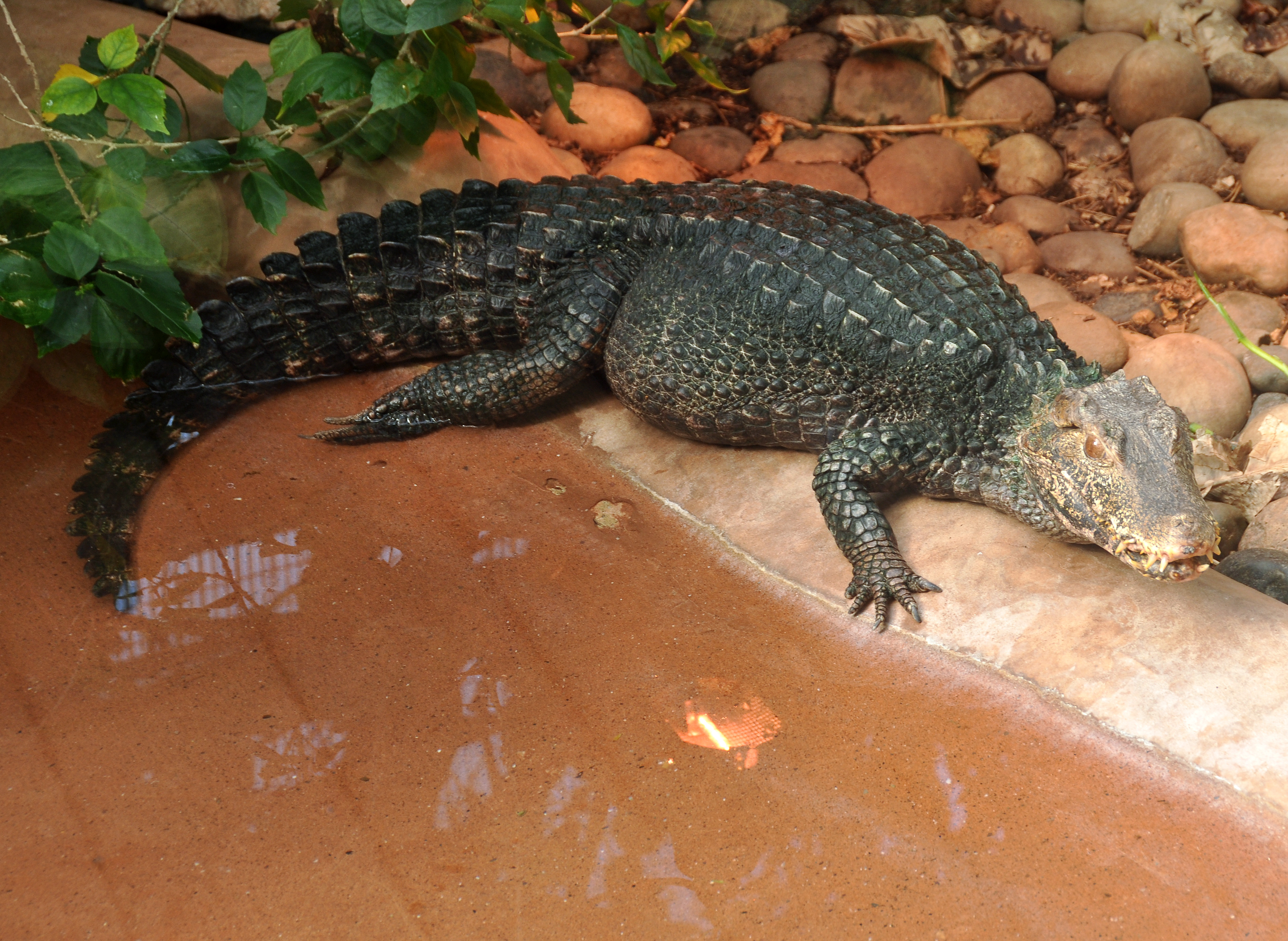
un caïman
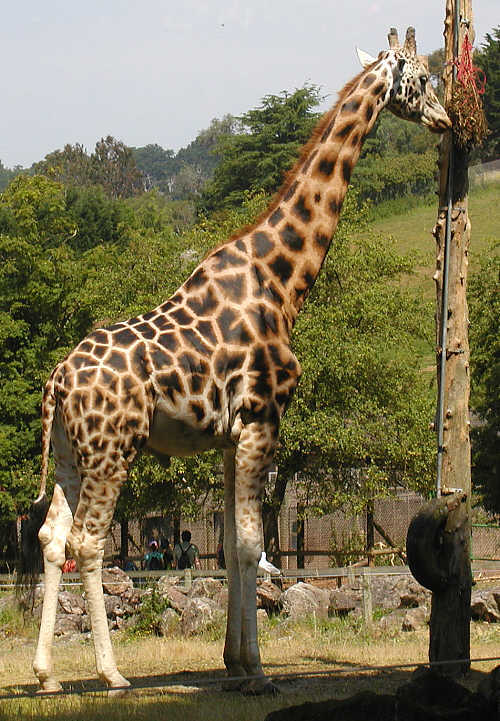
une girafe
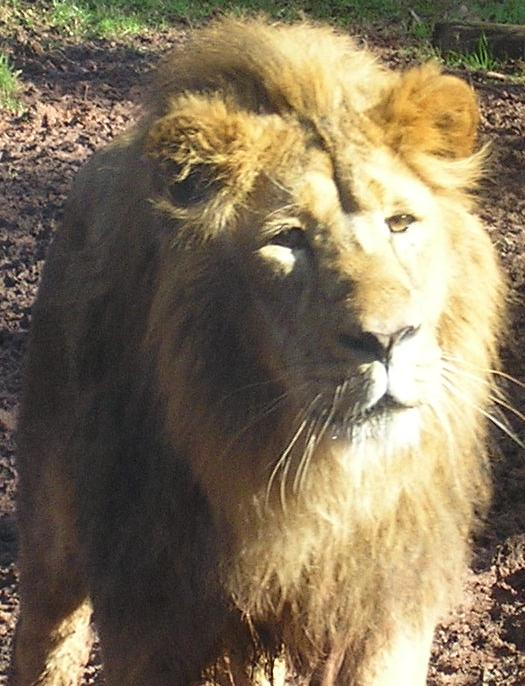
un lion
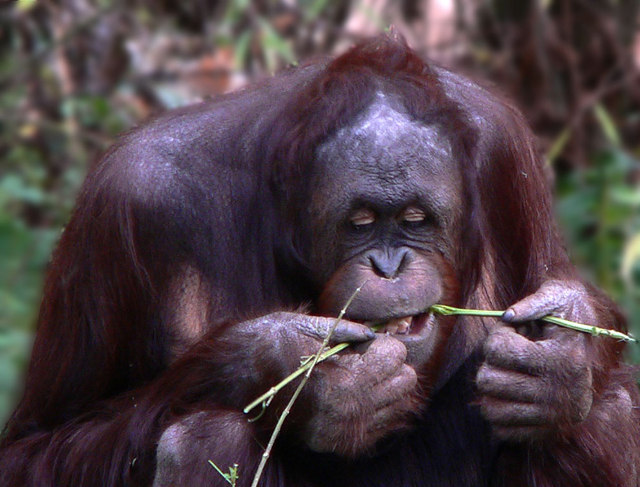
un orang-outang
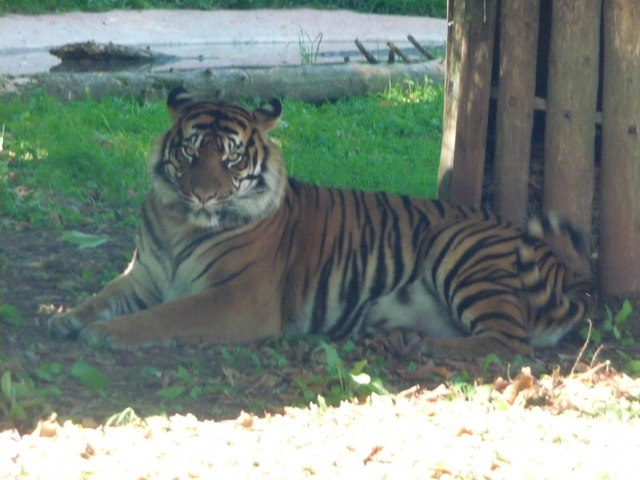
un tigre de sumatra
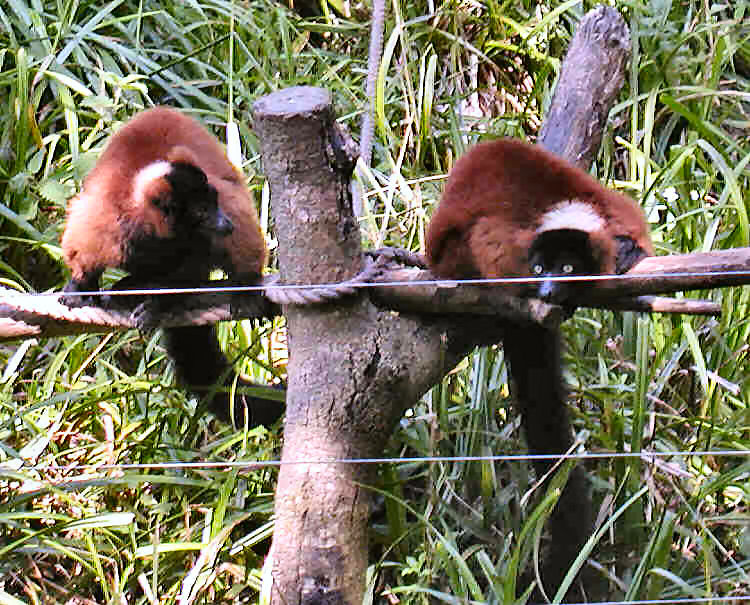
un lémurien
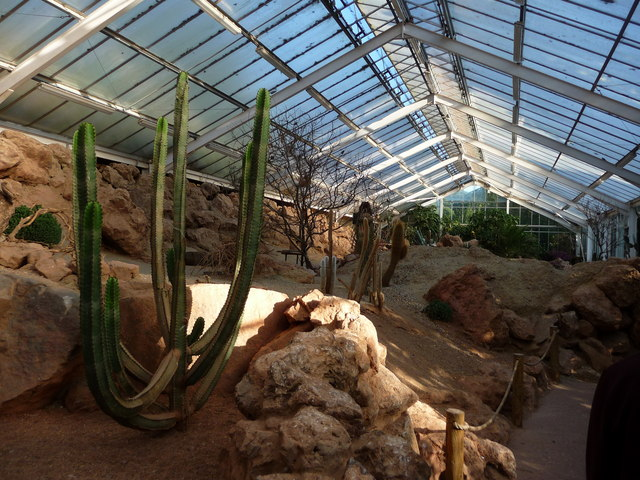
Le pavillon du désert